# Klöverbräkenväxter
Klöverbräkenväxter (Marsileaceae) är en familj av ormbunkar. Klöverbräkenväxter ingår i ordningen Salviniales. Enligt Catalogue of Life omfattar familjen Marsileaceae 62 arter. 
Släkten enligt Catalogue of Life:
- Marsilea
- Pilularia
- Regnellidium

## Bildgalleri

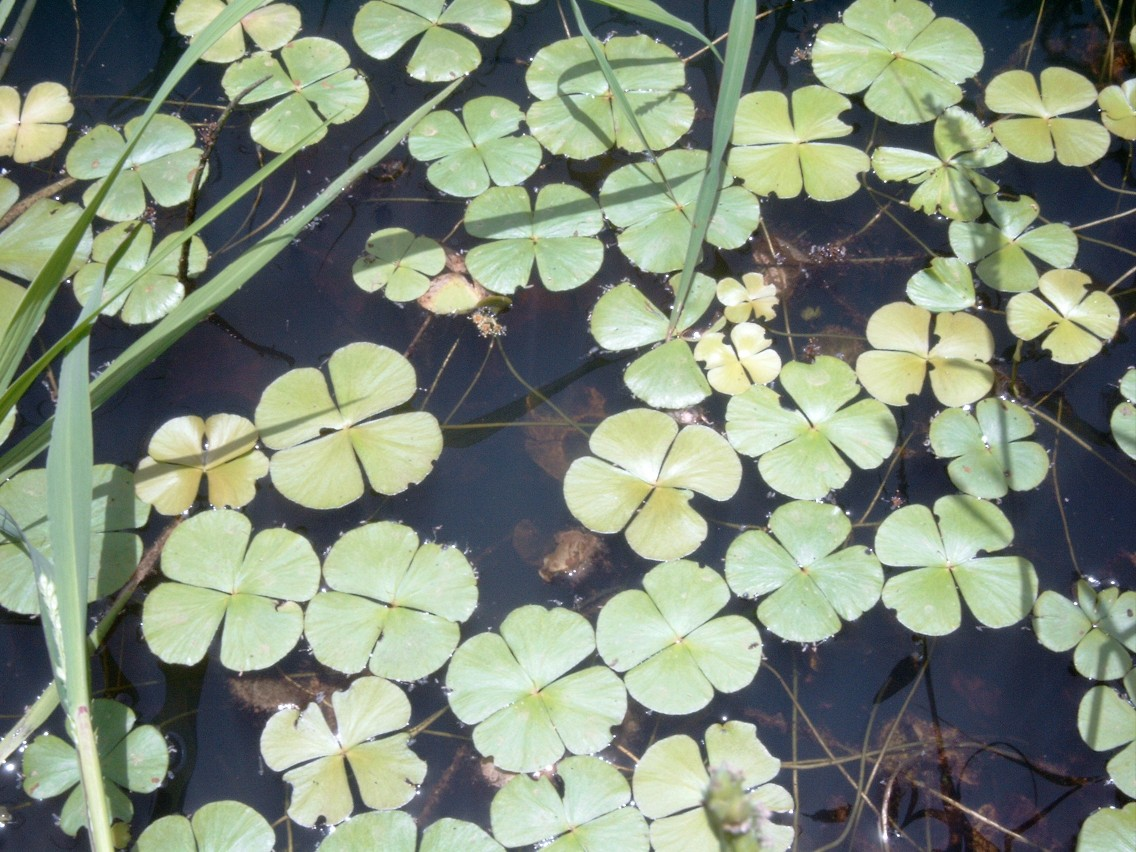
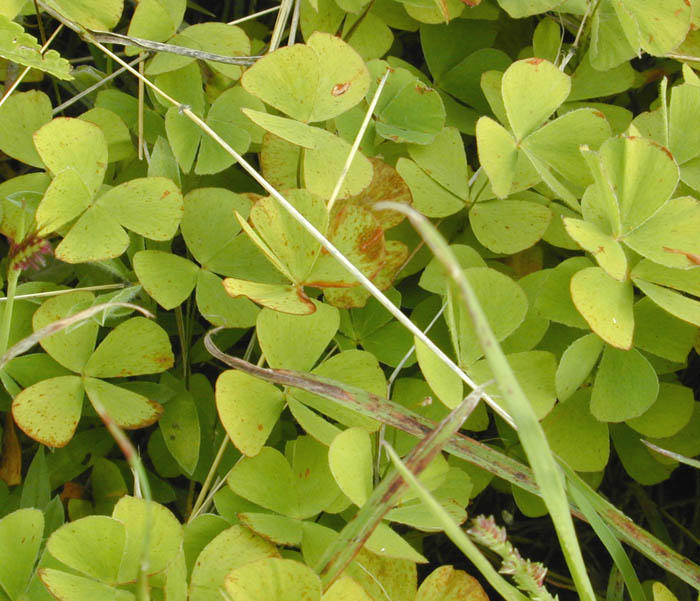
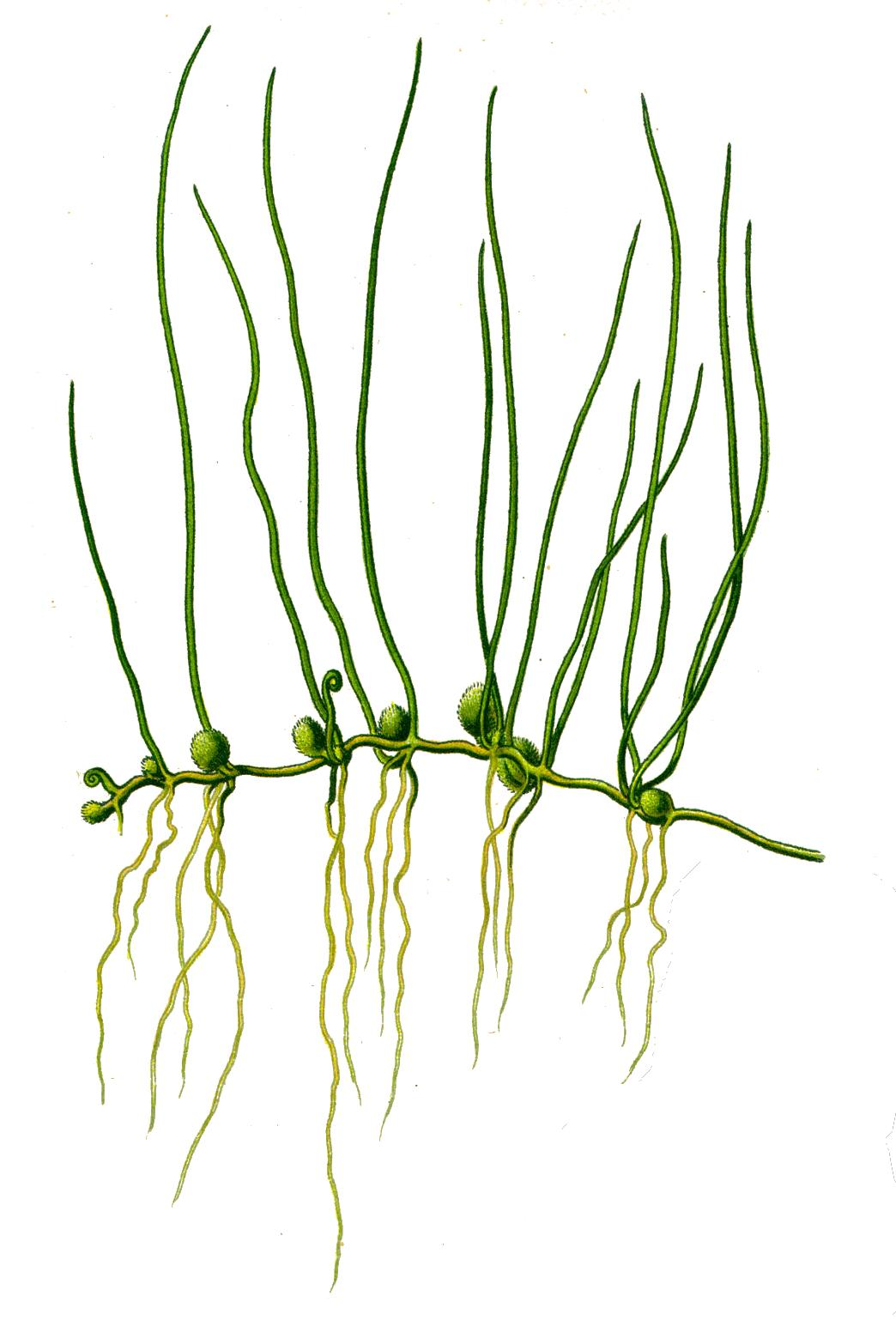